# Augé
Augé – miejscowość i gmina we Francji, w regionie Nowa Akwitania, w departamencie Deux-Sèvres.
Według danych na rok 1990 gminę zamieszkiwało 757 osób, a gęstość zaludnienia wynosiła 32 osób/km² (wśród 1467 gmin regionu Poitou-Charentes Augé plasuje się na 403. miejscu pod względem liczby ludności, natomiast pod względem powierzchni na miejscu 291.).